# Tetrazygia aurea
Tetrazygia aurea är en tvåhjärtbladig växtart som beskrevs av Richard Alden Howard och W.R.Briggs. Tetrazygia aurea ingår i släktet Tetrazygia och familjen Melastomataceae. Inga underarter finns listade i Catalogue of Life.